# Fonó (település)
Fonó község Somogy vármegyében, a Kaposvári járásban.

## Fekvése
Kaposvártól, Dombóvártól és Igaltól egyaránt mintegy 20-20 kilométerre fekvő külső-somogyi község. Központján a 61-es főútból Baténál leágazó és Igalra vezető 6503-as út vezet keresztül, ezen érhető el mindkét irányból; Batétól északra 4 kilométerre fekszik.

## Története
Fonó Árpád-kori település. A középkorban Tolna vármegyéhez tartozott. Nevét 1250-ben említették először az oklevelekben, ekkor királynéi szolgálmányosok lakhelye volt. A Fonóról szóló első ismert írott emlék IV. vagy Kun László király idejéből, 1278-ból való.
Az 1536. évi adólajstrom szerint már Somogy vármegyéhez számították és földesurai Lengyel Gáspár és Boldizsár voltak. 1542-es adólajstromban Vásárosfonó, másként Nagyfonó nevű helységet találhattunk itt. Fonó az 1563. évi török kincstári adólajstrom szerint már csak 6, az 1573-1574. évi defter szerint 10 és az 1580. évi szerint 13 házból állt, majd az 1660-as dézsmaváltságjegyzék szerint már a székesfehérvári custodiatusé volt. Az elpusztult község az 1715-ös országos összeírásban új településként szerepelt. 1726-ban gróf Nádasdy László csanádi püspök birtoka volt, 1733-ban pedig már ismét a székesfehérvári custodiatusé.
1805-ben a magyarországi kegyes tanítórend nyerte adományul Ferenc királytól, és az övék volt még az 1900-as évek elején is. A 20. század elején Somogy vármegye Igali járásához tartozott. 1910-ben 550 magyar lakosa volt, akik közül 543 római katolikus, 5 református, 2 izraelita volt. A település határának egy részén a „Pálháza” dűlő fekszik: erről a hagyomány azt tartja, hogy a régi falut alapító Fonai Márton egyik fia viselte a Pál nevet, és ő építtetett itt házat magának. A régi falu a mai szőlők helyén volt és azt Fonai nevű letelepülő alapította.

## Közélete

### Polgármesterei
- 1990–1994: Kovács Gyula (független)[3]
- 1994–1998: Kovács Gyula (független)[4]
- 1998–2002: Kovács Gyula (független)[5]
- 2002–2006: Kovács Gyula (független)[6]
- 2006–2010: Kovács Gyula Lőrinc (független)[7]
- 2010–2014: Nyerges Péter (független)[8]
- 2014–2019: Nyerges Péter (független)[9]
- 2019–2024: Nyerges Péter (független)[10]
- 2024– : Nyerges Péter (független)[1]

## Népesség
A település népességének változása:
| Lakosok száma | 259  | 259  | 256  | 274  | 292  | 283  | 282  |
|               | 2013 | 2014 | 2015 | 2021 | 2022 | 2023 | 2024 |

A 2011-es népszámlálás során a lakosok 90,1%-a magyarnak, 6,5% cigánynak mondta magát (9,9% nem nyilatkozott; a kettős identitások miatt a végösszeg nagyobb lehet 100%-nál). A vallási megoszlás a következő volt: római katolikus 68,7%, református 5,3%, evangélikus 0,4%, felekezet nélküli 11,8% (13,4% nem nyilatkozott).
2022-ben a lakosság 86,6%-a vallotta magát magyarnak, 4,1% cigánynak, 3,8% németnek, 0,3% szlováknak, románnak és lengyelnek, 1% egyéb, nem hazai nemzetiségűnek (11,6% nem nyilatkozott; a kettős identitások miatt a végösszeg nagyobb lehet 100%-nál). Vallásuk szerint 35,3% volt római katolikus, 4,8% református, 0,7% evangélikus, 0,3% görög katolikus, 0,3% ortodox, 27,1% felekezeten kívüli (31,5% nem válaszolt).

## Nevezetességei
- Római katolikus temploma - 1814-ben épült, felszentelése nagy ünnepélyességgel történt 1815. július 23-án.

Védőszentje: Szent Márton püspök. A fonói templom a Szent Márton Európai Kulturális Útvonal egyik állomása.
- Fonói Iskolamúzeum - 2013-ban nyílt meg, előzetes bejelentkezés alapján látogatható.[13]